# Stenospermation longifolium
Stenospermation longifolium är en kallaväxtart som beskrevs av Adolf Engler. Stenospermation longifolium ingår i släktet Stenospermation och familjen kallaväxter. Inga underarter finns listade.